# Hypocysta isias
Hypocysta isias är en fjärilsart som beskrevs av Hans Fruhstorfer 1911. Hypocysta isias ingår i släktet Hypocysta och familjen praktfjärilar. Inga underarter finns listade i Catalogue of Life.